# Macrocarpaea mattii
Macrocarpaea mattii är en gentianaväxtart som beskrevs av Jason Randall Grant. Macrocarpaea mattii ingår i släktet Macrocarpaea och familjen gentianaväxter. Inga underarter finns listade i Catalogue of Life.